# Solva
Solva római település volt a mai Esztergom területén.

## Története

### Városalapítás

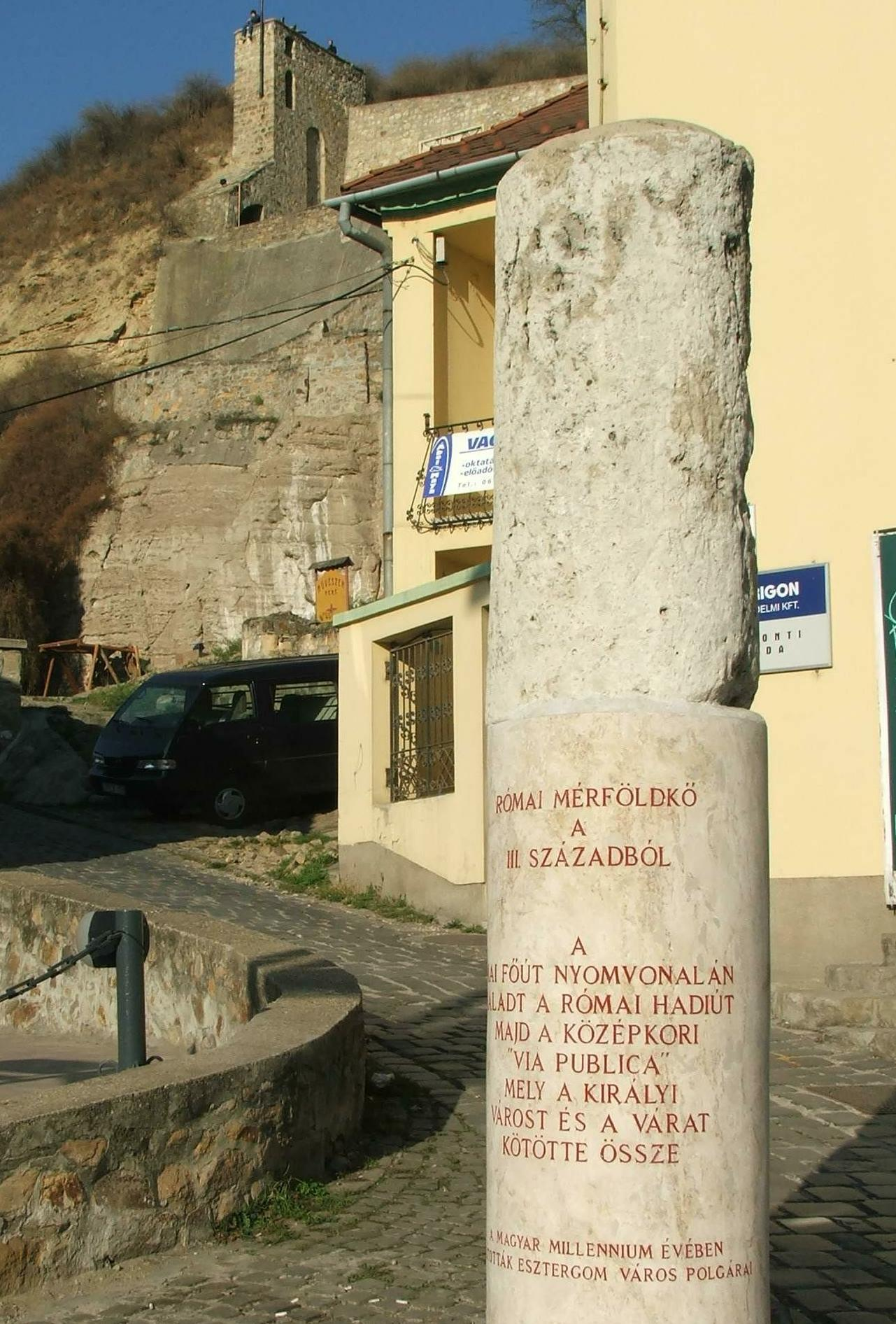
Római mérföldkő, háttérben a Szent Tamás hegyre vezető Szent István lépcső egy része

Időszámításunk kezdetén a területen élő illír-keltákat a rómaiak hódították meg, akik a Duna-szakasz legsűrűbb erőd-láncolatát ezen a vidéken építették ki. 10-20 kilométerenként erődítményeket építettek, amikben jelentős számú katona állomásozott. Ők alapították a települést, ami fontos dunai átkelőhely lett. A Várhegy keleti oldalán a limes részeként castrumot építettek, ami Aquincum és Carnuntum között a dunai vonal egyik erős centruma volt. Ennek a négytornyos erődnek a maradványait 1820-ban, a főszékesegyház építésekor találták meg. Az erőd alapjain kezdett később vár építésébe Géza fejedelem. A hegy alatt, a mai Víziváros területén Salvio Mansio néven megerősített település feküdt. Párkány területén pedig az Anavum nevű katonai tábor volt.

### Solva fénykora

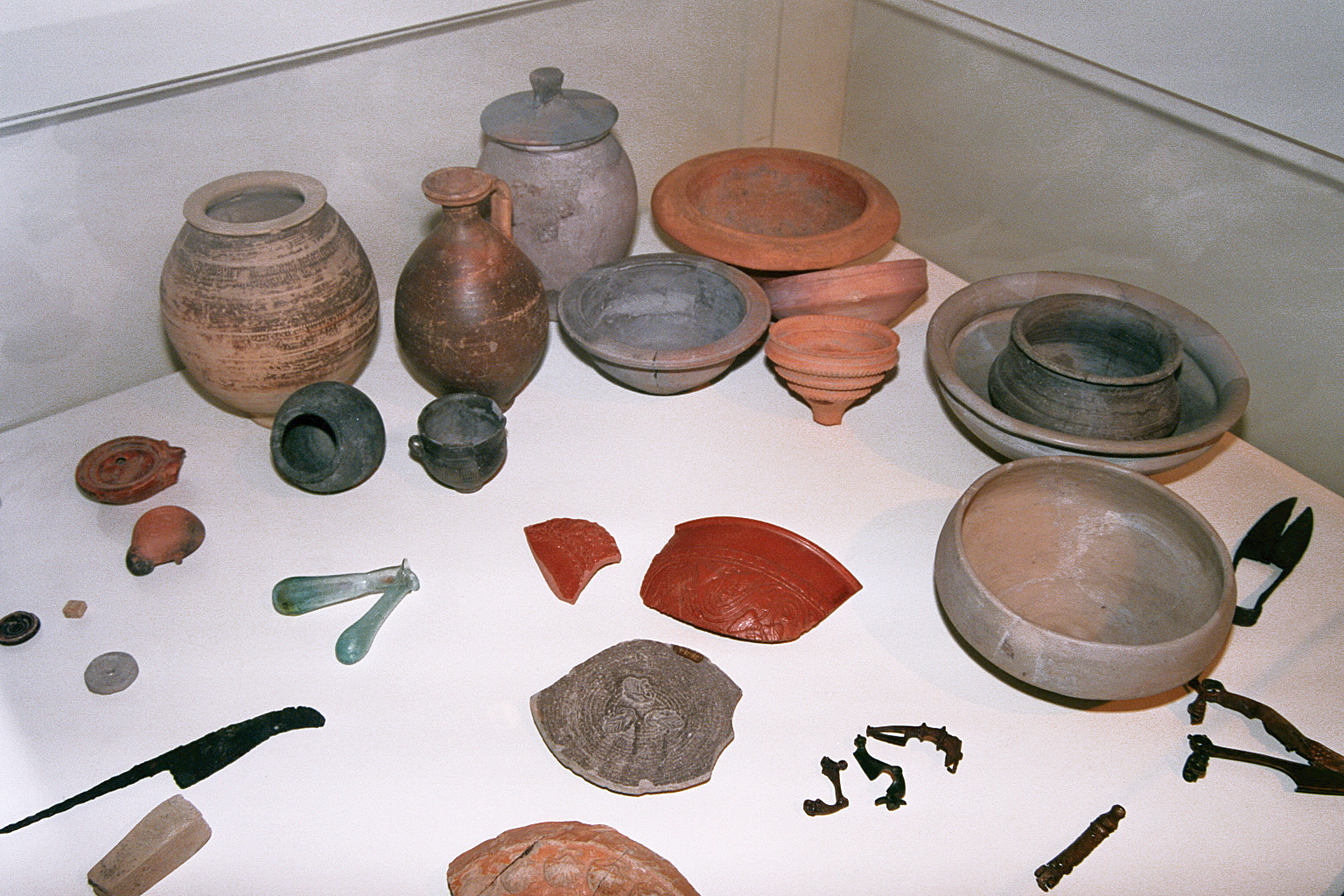
Leletek a településről

Hadrianus császár 121-ben vonult keresztül a vidéken, és annyira megszerette a helyet, hogy az itt lakóknak római polgárjogot adott, a várost pedig saját nevéről az Aelia melléknévvel ruházta fel. Itt írta a 2. század jelentős filozófusa, Marcus Aurelius császár az Elmélkedések 12. kötetét. A városba később szír-palesztin kereskedők települtek be. A régészeti kutatások szerint számottevő lehetett a zsidó lakosság is. Ezt bizonyítja, hogy a 3. századból előkerült egy hétágú menórával díszített sírkő, amin még görög nyelven az Egy az Isten felirat is olvasható. Egy ásatáson talált ép mérföldkő látható a Bajcsy-Zsilinszky utca mellé kihelyezve, nem messze a zsinagóga épületétől. A mai Kossuth Lajos utca (11-es főút) a korábbi hadiút mentén halad. Ettől keletre nagyobb római kori temetőt tártak fel.

### Hanyatlás
A település az 5. században kezdett el hanyatlani, majd népvándorlás korában teljesen elpusztult. Bár az egykori város helyén a hunok és az avarok is megtelepedtek, csak Géza fejedelem idejében létesül jelentősebb település, a fejedelmi székhely, és későbbi főváros: Esztergom.

## Külső hivatkozások
- H. Kelemen Márta: Kutatások a római kori Esztergom/Solvában Új forrás, 1995/1. szám, 21-26. o.